# Flugplatz Babenhausen

i7
i11
i13
Der Flugplatz Babenhausen war ein Sonderlandeplatz südöstlich von Babenhausen
 im Landkreis Darmstadt-Dieburg. Er wurde 1934 als Militärflugplatz Fliegerhorst Babenhausen von der Luftwaffe der Wehrmacht eingerichtet. Im Jahr 2019 wurde er zugunsten einer Wohnsiedlung geschlossen.

## Geschichte
Der Fliegerhorst wurde am 3. Juli 1934 eröffnet. Die Start- und Landebahn hatte einen Grasuntergrund. Im Nordosten des Fliegerhorstes befanden sich einige Baracken und Wirtschaftsgebäude. Der Fliegerhorst diente hauptsächlich der Ausbildung angehender Flugzeugführer der Luftwaffe. Dazu waren hier Segelflugzeuge stationiert. Erst 1944 kamen aktive fliegende Einheiten auf den Platz, als erste ab September 1944 die II. Gruppe des Kampfgeschwaders 53.
Die folgende Tabelle zeigt eine Auflistung aller fliegender aktiver Einheiten (ohne Schul- und Ergänzungsverbände), die hier zwischen 1939 und 1945 stationiert waren.
| Von            | Bis            | Einheit                                        | Ausrüstung             |
| -------------- | -------------- | ---------------------------------------------- | ---------------------- |
| September 1944 | September 1944 | II./KG 53 (II. Gruppe des Kampfgeschwaders 53) | Heinkel He 111         |
| September 1944 | Oktober 1944   | I./JG 77 (I. Gruppe des Jagdgeschwaders 77)    | Messerschmitt Bf 109 G |
| November 1944  | Dezember 1944  | I./JG 11                                       | Focke-Wulf Fw 190 A    |
| Dezember 1944  | Dezember 1944  | III./JG 4                                      | Messerschmitt Bf 109 G |
| Dezember 1944  | Januar 1945    | I./JG 4                                        | Messerschmitt Bf 109 G |
| Februar 1945   | Februar 1945   | I./JG 2                                        | Focke-Wulf Fw 190 A    |
| Februar 1945   | März 1945      | Teile des JG 54                                | Focke-Wulf Fw 190 D    |

### Nach dem Krieg
Am 25. März 1945 besetzten US-Streitkräfte den Fliegerhorst und am 31. März wurde der Flugplatz als Advanced Landing Ground ALG Y-77 durch die United States Army Air Forces (USAAF) in Betrieb genommen.
Nachdem sich hier in der unmittelbaren Nachkriegszeit ein Kriegsgefangenenlager für Wehrmachtsangehörige befand, übernahmen die US-Streitkräfte die Kasernenanlage am 7. August 1951 als Garnison. In der Folge legten sie eine Start- und Landebahn aus Asphalt an.
Seit dem Abzug der US-Streitkräfte 2007 wurde der Flugplatz nur noch zivil durch den Luftsportclub Babenhausen genutzt.
Im Jahr 2019 wurde dem betreibenden Verein wegen Lärmschutz die Erlaubnis für den Flugbetrieb entzogen. Das Kasernengelände wird zu Wohnzwecken umgewandelt. Die Segelflieger des Vereins sind zum Segelfluggelände Reinheim, die Motorflieger zum Flugplatz Egelsbach umgezogen. Die letzte Landung auf dem Flugplatz fand am 25. Mai 2019 statt. Im Jahr 2020 wurde die Asphaltpiste abgerissen.
Modellflug kann weiterhin in Babenhausen betrieben werden.